# Georges Dumézil
Georges Dumézil (París, 1898 - 1986) fou un antropòleg francès amant de la filologia que va destacar pel seu estudi de la societat dels indoeuropeus, a partir de la qual va inferir que la majoria de cultures s'estructuren al voltant de tres funcions: la sagrada o jurídica, la guerrera i la de producció.

## Biografia
Va ser introduït en l'estudi de les llengües clàssiques pel seu pare des de ben petit i va arribar a dominar més de 30 idiomes, fet que el va ajudar per als seus estudis comparatius, ja que podia llegir els textos originals de cada civilització. Va realitzar els seus estudis acadèmics en diferents llocs perquè el seu pare, que era militar, canviava sovint de destinació:Bourges, Briançon, París, Neufchâteau, Troyes, una altra vegada a París, Tarba i finalment Vincennes. Després es va preparar per al seu ingrés a la universitat al Liceu ''Louis-le-Grandi'', on va conèixer a Michel Bréal, traductor de l'obra de Franz Bopp, creador de la gramàtica comparada i autor d'obres sobre el vocabulari de les llengües indoeuropees. Aquest el va confiar al seu successor Antoine Meillet, un altre gran lingüista, i li va donar el seu diccionari sànscrit-francès. El 1916 va ingressar a l'École Normale Supérieure però abans ja havia après l'àrab i el sànscrit. Va participar breument en la Primera Guerra Mundial.
En acabar el conflicte es va dedicar a la recerca i la docència a la universitat. Va ser elegit membre de l'Académie Française el 1978 i nombroses càtedres indoeuropees van ser creades en honor seu. Va tenir problemes perquè va ser acusat tant de francmaçó com de filonazi, motius pels quals va ser apartat temporalment de la seva feina.

## Vida universitària
Georges Dumézil va quedar primer en les proves d'admissió a l'escola universitària l'any 1916, quan només tenia divuit anys. Poc després va haver d'interrompre els estudis per la mobilització de tropes, va servir al seu país com a oficial d'artilleria del mars del 1917 al febrer del 1919. En obtenir la titulació va començar a treballar de mestre a Beauvais fins que el gener del 1921 es va traslladar a la universitat de Varsòvia, on li van donar la plaça de lector de llengua francesa. El 1922 va tornar a França per començar les seves dues tesis sobre història de les religions i sobre mitologia comparada, sota la direcció d'Antoine Meillet.
A l'abril del 1924 fa la presentació de les tesis. La primera la titula Le Festin d'immortalité. Étude de mythologie comparée indo-européenne («El banquet de la immortalitat. Estudi de mitologia indoeuropea comparada»), el tema és la comparació de l'ambrosia i una beguda mitològica índia de nom i característiques semblants, l'amrita. Però no es limita a la comparació entre dues religions, afegeix també comparacions amb nombroses mitologies d'origen indoeuropeu. Li van criticar que s'havia pres massa llibertats amb els fets per explicar una història més bella; això li van retreure alguns autors al llarg de la seva carrera professional. En la seva tesi,en absència de beguda d'immortalitat en la mitologia escandinava, va donar a la cervesa aquest rang, cosa que posteriorment ell mateix va reconèixer com un error. La segona tesi es titula Le Crime des Lemniennes. Rites et Légendes du monde égéen («El crim de les dones de Lemnos. Ritus i llegendes del món a l'entorn de la mar Egea»).
El 1925, va anar a donar classes a la Universitat d'Istanbul, en la càtedra d'història de les religions, acabada de crear per ordre del president Atatürk. Allà va aprendre turc, va viatjar pel Caucas i Rússia, on va descobrir la llengua i la mitologia dels ossetes, l'única llengua d'origen indoeuropeu que es parla a la zona del Caucas. També va estudiar l'idioma dels ubikh, un poble caucàsic que fou vençut pels russos entre 1860 i 1870, i que van cercar refugi a l'oest de Turquia. Els altres idiomes que van despertar el seu interès van ser l'adigué i l'abkhaz. La informació que va recollir d'aquests viatges va ser una de les referències més importants en estudis caucàsics a occident, els quals es conserven a la Biblioteca interuniversitària de les llengües orientals, a París.
El 1931 va obtenir un lloc de lector de francès a la Universitat d'Uppsala, a Suècia. Allà va perfeccionar el seu coneixement de la mitologia escandinava, i va aprofitar per aprendre una nova llengua. Aquesta estada a Uppsala serviria d'ajut més endavant perquè el seu protegit Michel Foucault en fos nomenat. Va deixar aquesta feina el 1933 quan fou noment, gràcies a la recomanació de l'especialista en estudis indis Sylvain Lévi, encarregat de conferències en ciències religioses. Tot seguit seria nomenat «director d'estudis comparatius de les religions dels pobles indoeuropeus» de la secció cinquena de l'École pratique des hautes études a París. En aquesta època va seguir els cursos de sinologia impartits per Marcel Granet i, a més, va escriure articles nacionalistes sota el pseudònim de Georges Marcenay i va fer amistar amb Marcel Mauss. El 1938 va escriure "Júpiter Mart Quirí", on desenvolupa per primera vegada la seva teoria de les tres funcions.
El 1941 fou expulsat de l'àmbit educatiu, acusat de francmaçoneria. Un sacerdot, el pare Dabosville, director de l'Escola de Saint-Martin-de-France al municipi de Pontoise, li va confiar en ell com a professor de llatí i grec. Va ser alumne seu Jean-Marc Varaut, que seria un brillant advocat de finances de París. L'any següent tornaria a la universitat gràcies a la intervenció de l'historiador i polític Jérôme Carcopino. Va estar donant classes al Collège de France des del 1949 al 1968, a la càtedra de les civilitzacions indoeuropees creada expressament per a ell.
El 1968 es va retirar de l'ensenyament, però durant tres anys encara va continuar donant conferències als Estats Units d'Amèrica, a les universitats de Princeton, Chicago i Los Angeles. Es va dedicar llavors a la compilació de la seva obra, molt abundant. Va publicar tres volums de Mythe et Épopée(1968, 1971 i 1973). El 1970 fou escollit membre de l'Académie des inscriptions et belles-lettres i el 1978 de l'Académie française. La seva esposa va morir el 1987.
Durant el període del 1952 al 1972 va viatjar amb freqüència al Caucas per aprofundir en els seus coneixements de les llengües i mitologies de la zona.

## La trifuncionalitat
La seva tesi fonamental és la trifuncionalitat: que tota societat s'estructura al voltant de les tres funcions esmentades. Hi troba exemples en les classes socials, el vocabulari i els mites. La funció religiosa s'ocupa de la relació amb el sagrat o la llei, la funció guerrera és la que defensa la terra i la tercera és la relacionada amb els treballs de la terra, de la família i de produir. El poder sol estar dividit entre les dues primeres, amb predomini de la sagrada.
Els pobles iranians, per exemple, distingien entre els forts, els intel·ligents i la fecunditat. Igualment la mitologia romana venera una tríada divina formada per Júpiter (déu suprem), Mart (déu de la guerra) i Quirí (déu de la fertilitat) (vegeu tríada capitolina). Plató dividia justament la seva república ideal entre els camperols (que tenien l'ànima concupiscible més desenvolupada), els soldats (als quals corresponia l'ànima irascible) i els filòsofs (d'ànima racional). En les castes de l'Índia (bramans, reialesa guerrera i poble ras) també es pot observar aquesta divisió, i els estaments de l'edat mitjana (clergat, noblesa basada en els cavallers i poble ras) en són una altra prova.
Aquest esquema tripartit ha estat aplicat amb èxit a altres camps d'estudi socials i literaris, incloent-hi els contes clàssics i populars. Una de les excepcions indoeuropees és la divisió del panteó nòrdic, de dues branques.
En vida, Dumézil va haver d'enfrontar-se a dures crítiques d'historiadors com: Arnaldo Momigliano, Paul Thieme, H. J. Rose, H. Wagenvoort i André Piganiol.
Però no tots van ser adversaris, també van haver que el van seguir amb entusiasme com: Georges Duby que va desenvolupar la seva teoria en l'àmbit medieval; o Michel Foucault, que va aplicar la trfuncionalitat a la filosofia. Altres que van alicar o continuar la seva teoria van ser: l'indianista suec Stig Wikander (1908-1983), l'especialista en el món dels celtes Christian-J. Guyonvarc'h, l'indianiste francès Louis Renou, el lingüista i mitòleg neerlandès Jan de Vries (1890-1964), el lingüista francès Émile Benveniste l'historiador Bernard Sergent. Els indianistes Jean Naudou, Nick J. Allen, d'Oxford, i Daniel Dubuisson han admès la utilitat de les seves tesis en el seu camp d'estudi, igual com Émilia Masson en el seu, el dels hitites. Michel Poitevin ha trobat un interès filosòfic en l'obra de Dumézil, la qual incita a reflexionar sobre les estructures simbòliques de l'esperit humà.
Georges Dumézil, encertat o no en la seva teoria, va marcar profundament la mitologia comparada creant un nou camp d'estudi.

## Polèmica sobre les seves idees polítiques
Durant els anys 1920 Dumézil va mantenir relació amb escriptors com Charles Maurras, Pierre Gaxotte (de qui va ser molt amic), o Pierre Drieu la Rochelle i en la dècada del 1930 va col·laborar amb el diari nacionalista Le Jour, on denunciava sota pseudònim el perill de la ideologia estesa per Hitler a Alemanya .
A partir dels anys 1960 i sobretot als anys 1980, alguns historiadors com Arnaldo Momigliano i Carlo Ginzburg van difamar Dumézil, aparentment per motius ideològics, i l'acusaven de tenir afinitat amb l'extrema dreta, o fins i tot de mostrar una certa sensibilitat cap a les idees nacional-socialistes. Es tractava d'acusacions sense fonament procedents de persones que en coneixien res d'ell, a banda dels seus treballs sobre mitologia, però que ell es va prendre la molèstia de refutar.
Dumézil va formar part del comité de patronatge de la Nouvelle École', una publicació que estava relacionada amb un partit polític de dretes, la Nouvelle Droite, fundat per Alain de Benoist i acusat per l'esquerra intel·lectual de fomentar la idea del mite indoeuropeu en les edicions del maig-juny del 1972 al novembre del 1973 : « […] diverses hipòtesis han estat proposades per explicar tant l'ingrés en el comitè de patronatge de la Nouvelle École com la decisió de sortir-ne.»
Segons Maurice Olender, Dumézil va abandonar aquest comitè per l'ús ideològic i polític que estaven fent de la seva obra, desvirtuant el seu autèntic sentit.
Durant els anys 1970-1980, alguns van voler interpretar el tema central de Dumézil, l'origen indú de moltes cultures europees, com una variant de l'origen ari que defensaven els nazis alemanys, la qual cosa era treure les idees del seu context. Segons Didier Eribon, Dumézil, era contrari a tota forma d'antisemitisme, no tenia res de nazi, de fet els seus estudis sobre els indoeuropeus es remunten a una època anterior al naixement del nazisme i mai va tenir la intenció de justificar cap ideologia política del seu moment.
En l'entrevista de televisió que va donar al final de la seva vida, el periodista Bernard Pivot en el programa Apostrophes, l'historiador, quan se li va preguntar sobre una publicació de Drieu la Rochelle el 1943 en La Nouvelle Revue francese (article sobre Dumézil titulat Éternelle Germanie), va dir que la interpretació dels indoeuropeus com una raça superior al semites no procedia d'ell sinó que la idea li era completament estranya.
A Didier Eribon, Dumézil li va confessar: «Em vaig sentir temptat per la política quan era jove, en acabar la guerra. Gaxotte em va presentar a Maurras, qui era un home fascinant.» I en la següent pregunta de l'entrevistador: «Us sentiu proper a l'Action française ? » Dumézil respon: «Mai m'hi vaig adherir. Hi avia massa coses que m'hi allunyaven. La ideologia de l'Action française era un bloc: prohibien estar d'acord amb Edmond Rostand i en creure en la innocència del capità Dreyfus… De seguida vaig veure que no tenia interès ficar-me en política interior. De fet, des del 1924, la desgràcia ja es notava en l'ambient… I vaig decidir marxar cap a Istanbul, on em vaig deixar endur per la saviesa del destí oriental.» També va declarar a Didier Eribon: « El principi no pas simplement monàrquic, sinó dinàstic, que situa el càrrec més elevat l'Estat immune als capricis i les ambicions, semblava, i encara em sembla preferible al sistema d'eleccions generals en què vivim des de Danton i Bonaparte. L'exemple de les monarquies del Nord (d'Europa) m'ha confirmat aquest sentiment. Tot i que, la fórmula no és aplicable a França. »

## Obres

### Abans del 1939
(La bibliografia conté els inicis de la mitologia comparada, que després va ser reconeguts per Dumézil com a estudis de llengua equivocats, però científics, especialment en llengües caucàsiques com l'oubykh.)
- Le Festin d'immortalité - Étude de mythologie comparée indo-européenne, tesi, Annales du Musée Guimet, 1924
- Le Crime des Lemniennes - Rites et Légendes du monde égéen, 1924, tesi complementària ;
- Le Problème des Centaures - Étude de mythologie comparée indo-européenne , Annales du Musée Guimet, 1929
- Légendes sur les Nartes, suivies de cinq notes mythologiques, París, Honoré Champion, "Bibliothèque de l'Institut français de Léningrad", tome XI, 1930.
- La Langue des Oubykhs (I, Grammaire; II, Textes traduits et commentés; III, Notes de vocabulaire), 220 p., París, Honoré Champion, 1931.
- Ouranos-Varuna - Essai de mythologie comparée indo-européenne, Maisonneuve, 1932.
- Introduction à la grammaire comparée des langues caucasiennes du nord, 152 p., París, Honoré Champion, 1931.
- Flamen-Brahman, 1935

### A partir del 1939
- Mythes et dieux des Germains - Essai d'interprétation comparative, Presses universitaires de France, 1939
- Mitra-Varuna - Essai sur deux représentations indo-européennes de la Souveraineté, Presses universitaires de France, 1940
- Jupiter Mars Quirinus, en quatre volums:
  - Essai sur la conception indo-européenne de la société et sur les origines de Rome, Gallimard, 1941
  - Naissance de Rome, Gallimard, 1944
  - Naissance d'archanges - Essai sur la formation de la religion zoroastrienne, Gallimard, 1945
  - Explication de textes indiens et latins, Gallimard, 1948
- Les Mythes romains, en tres volums:
  - Horace et les Curiaces, Gallimard, 1942
  - Servius et la Fortune - Essai sur la fonction sociale de louange et de blâme et sur les éléments indo-européens du cens romain, Gallimard, 1943
  - Tarpeia - Cinq essais de philologie comparée indo-européenne, Gallimard, 1947
- Loki, G.P. Maisonneuve, 1948
- L'Héritage indo-européen à Rome, Gallimard, 1949
- Le Troisième Souverain, G.P. Maisonneuve, 1949
- Les Dieux indo-européens, Presses universitaires de France, 1952
- Rituels indo-européens à Rome, Klincksieck, 1954
- Déesses latines et mythes védiques , Latomus, 1956
- Aspects de la fonction guerrière chez les Indo-Européens, Presses universitaires de France, « Bibliothèque de l'École des hautes études, Sciences religieuses », volum LXVIII, 1956
- Contes et légendes des Oubykhs, Institut d'ethnologie, 1957
- Contes lazes, Institut d'ethnologie, 1957
- L'Idéologie tripartite des Indo-Européens, Latomus, 1958
- Études oubykhs, A. Maisonneuve, 1959
- Les Dieux des Germains, essai sur la formation de la religion scandinave, Presses universitaires de France, 1959
- Documents anatoliens sur les langues et les traditions du Caucase, A. Maisonneuve, 1960-1967
- Le Livre des héros, légendes ossètes sur les Nartes, Gallimard, 1965
- La Religion romaine archaïque, avec un appendice sur la religion des Étrusques , Payot, 1966
- Mythe et Épopée, la seva obra principal, dividida en tres volums :
  - L'Idéologie des trois fonctions dans les épopées des peuples indo-européens, Gallimard, 1968
  - Types épiques indo-européens : un héros, un sorcier, un roi, Gallimard, 1971
  - Histoires romaines, Gallimard, 1973
- Idées romaines, Gallimard, 1969
- Heur et Malheur du guerrier, aspects de la fonction guerrière chez les Indo-Européens, Presses universitaires de France, 1969
- Du mythe au roman, la Saga de Hadingus et autres essais, Presses universitaires de France, 1970
- Fêtes romaines d'été et d'automne, suivi de Dix Questions romaines , Gallimard, 1975
- Le Verbe oubykh, études descriptives et comparatives, Académie des inscriptions et belles-lettres, 1975
- Les Dieux souverains des Indo-Européens, Gallimard, 1977
- Romans de Scythie et d'alentour , Payot, 1978
- Mariages indo-européens, suivi de Quinze Questions romaines, Payot, 1979
- Apollon sonore et autres essais, Gallimard, 1982
- La Courtisane et les Seigneurs colorés, et autres essais - 25 esquisses de mythologie, Gallimard, 1983
- Le Moyne noir en gris dedans Varenne - Sotie nostradamique, Gallimard, 1984
- L'Oubli de l'homme et l'honneur des dieux, Gallimard, 1985
- Entretiens avec Didier Eribon, Gallimard, col·lecció Folio, 1987
- Le Roman des jumeaux - Esquisses de mythologie, edició pòstuma de Joël Grisward, Gallimard, 1994

## Distincions

### Académie française
Georges Dumézil fou escollit membre de l'Académie française el 26 d'octubre del 1978 per la butaca número 40, en substitució de Jacques Chastenet, mort el 7 de febrer del 1978. El discurs a la cerimònia de benvinguda el va pronunciar l'antropòleg Claude Lévi-Strauss.

### Altres distincions
- Doctor honoris causa de la Universitat d'Uppsala (1955),
- Doctor honoris causa de la Universitat d'Istanbul (1964),
- Doctor honoris causa de la Universitat de Berna (1969),
- Doctor honoris causa de la Universitat de Lieja (1979),
- Membre associat de l'Acadèmia reial de les ciències, les lletres i les belles arts de Bèlgica (1958),
- Membre corresponsal de l'Acadèmia austríaca de les ciències (1968),
- Membre de l'Académie des inscriptions et belles-lettres de París (1970),
- Membre honorari de la Reial Acadèmia d'Irlanda (1974).

### Condecoracions
- Oficial de la Legió d'Honor
- Creu de Guerra 1914-1918
- Commandant de les Palmes acadèmiques